# Red Schoendienst
Albert Fred Schoendienst, dit Red Schoendienst (né le 2 février 1923, Germantown (Illinois) et mort le 6 juin 2018, Town and Country (Missouri)), est un joueur professionnel américain de baseball qui a évolué dans la Ligue majeure de baseball.

## Carrière

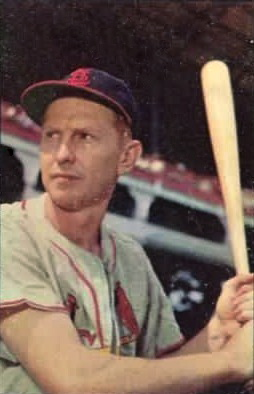
Red Schoendienst vers 1953.

En 18 ans de carrière, Red Schoendienst joue pour les Cardinals de Saint-Louis (1945-1956, 1961-1963), les Giants de New York (1956-1957) et les Braves de Milwaukee (1957-1960). 
Au cours de sa carrière, Red Schoendienst participe à 10 Matchs des étoiles et il remporte avec son équipe cinq Séries mondiales.
Red Schoendienst a été le manager des Cardinals de Saint-Louis de 1965 à 1976, ainsi que pour 37 matchs en 1980 et 24 parties en 1990.
Il est élu en 1989 au Temple de la renommée du baseball. En 1996, les Cardinals retirent son chandail le numéro 2. 